# كيني بي
كيني بي هو عسكري وكاتب أغاني ومغني وسياسي سورينامي وهولندي، ولد في 1 نوفمبر 1961 في باراماريبو في سورينام.

## وصلات خارجية
- الموقع الرسمي
- كيني بي على موقع ميوزك برينز (الإنجليزية)
- كيني بي على موقع أول ميوزيك (الإنجليزية)
- كيني بي على موقع ديسكوغز (الإنجليزية)